# Dontostemon dentatus
Dontostemon dentatus är en korsblommig växtart som först beskrevs av Aleksandr Andrejevitj Bunge, och fick sitt nu gällande namn av Carl Friedrich von Ledebour. Dontostemon dentatus ingår i släktet Dontostemon och familjen korsblommiga växter. Inga underarter finns listade i Catalogue of Life.